# Йорданув-Шльонський
Йорданув-Шльонський (пол. Jordanów Śląski, нім. Jordansmühl) — село в Польщі, у гміні Йорданув-Шльонський Вроцлавського повіту Нижньосілезького воєводства.
Населення — 1194 особи (2011).
У 1975-1998 роках село належало до Вроцлавського воєводства.

## Демографія
Демографічна структура станом на 31 березня 2011 року:

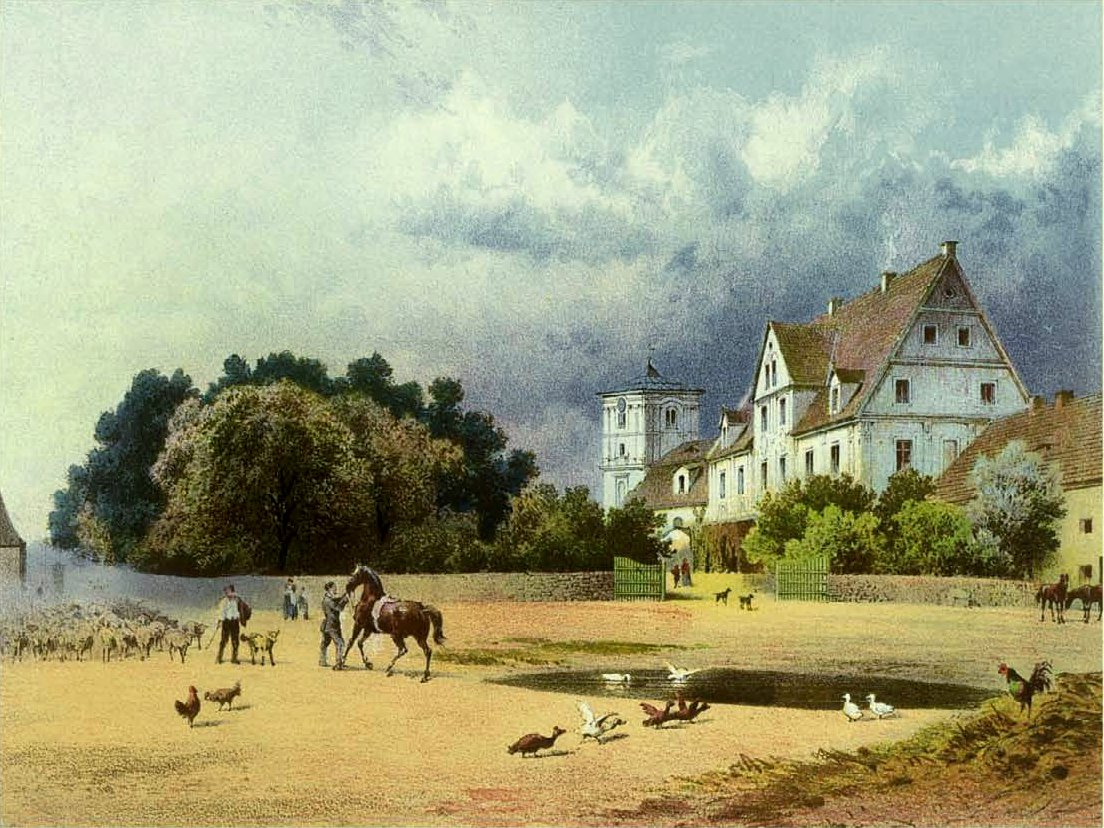
Palace Jordansmühl, 1860, Alexander Duncker

|          | Загалом | Допрацездатний вік | Працездатний вік | Постпрацездатний вік |
| -------- | ------- | ------------------ | ---------------- | -------------------- |
| Чоловіки | 589     | 122                | 433              | 34                   |
| Жінки    | 605     | 117                | 375              | 113                  |
| Разом    | 1194    | 239                | 808              | 147                  |